# Moḩammadābād-e Barkhordār
Moḩammadābād-e Barkhvordār (persiska: محمد آباد برخوردار, Moḩammadābād-e Harātī, Moḩammadābād Barkhowrdār) är en ort i Iran.   Den ligger i provinsen Kerman, i den centrala delen av landet, 700 km sydost om huvudstaden Teheran. Moḩammadābād-e Barkhvordār ligger 1 332 meter över havet och antalet invånare är 124.
Terrängen runt Moḩammadābād-e Barkhvordār är platt åt nordost, men åt sydväst är den kuperad.Runt Moḩammadābād-e Barkhvordār är det ganska glesbefolkat, med 42 invånare per kvadratkilometer. Närmaste större samhälle är Bahremān, 6,8 km norr om Moḩammadābād-e Barkhvordār. Trakten runt Moḩammadābād-e Barkhvordār är ofruktbar med lite eller ingen växtlighet.